# Leopold Kohr
Pour les articles homonymes, voir Kohr.
Leopold Kohr (5 octobre 1909 à Oberndorf, Autriche près de Salzbourg, † 26 février 1994 à Gloucester, Angleterre), économiste, juriste, théoricien politique et philosophe.
Kohr fut à l'origine et pendant près de 25 ans le seul avocat des concepts d'échelle humaine et de small is beautiful, ainsi que de l'idée d'un retour à la vie en petites communautés. En 1983 il reçut le prix Nobel alternatif.

## Biographie
Kohr grandit à Oberndorf, un village de moins de 2 000 habitants (« tout ce que j'ai appris et qui méritait de l'être, je l'ai appris dans cette petite ville »). Il fait ses études primaires et secondaires à Salzbourg jusqu'en 1928. En 1933 il obtient un diplôme de droit à l'université d'Innsbruck, puis un diplôme de sciences politiques à l'université de Vienne en 1935. Dans le même temps il suit les cours de la London School of Economics.
Kohr est correspondant, en indépendant, en Espagne pendant la guerre civile. Il travaille pour le New York Times. Il partage le bureau d'Hemingway et André Malraux et fait la connaissance d'Eric Blair (George Orwell). Il devient un farouche opposant du fascisme et du communisme.
Il se réfugie à Paris puis aux États-Unis en 1938 quand Hitler envahit l'Autriche. Il doit accepter divers emplois pour survivre y compris comme mineur au Canada, poste où il perdra l'ouïe. Il continue néanmoins à écrire pour le New York Times, le Washington Post et le Los Angeles Times. Il écrit des éditoriaux antinazis dès le début de la Seconde Guerre mondiale, puis milite avec la Austria-Free-Organization pour le rétablissement de l'Autriche après 1945. Dès 1941 il publie dans le magazine new-yorkais Commonweal l'article Disunion Now où il expose les idées décentralistes qu'il détaillera dans ses œuvres suivantes.
Il intervient à l'université de Toronto (1939-50), puis obtient en 1946 un poste d'enseignant à l'université Rutgers. Il termine le manuscrit de The Breakdown of Nations (L'écroulement des Nations) au début des années 1950.
En 1955 il est nommé professeur d'économie et d'administration publique à l'université de Porto Rico. The Breakdown of Nations est édité pour la première fois en 1957. Mais ce n'est qu'en 1977 qu'il sera édité aux États-Unis, à l'initiative de Kirkpatrick Sale.
En 1967 il fait sensation en aidant une petite île voisine, Anguilla (6500 habitants), à fonder un État après sa déclaration d'indépendance.
À partir de 1968 il enseigne la philosophie politique à l'University College du Pays de Galles à Aberystwyth. Il y rencontre Gwynfor Evans, fondateur du Plaid Cymru, pour lequel il écrit Is Wales viable ?, un exposé suffisamment universel pour que Yann Fouéré le transpose en français sans autre modification que de traduire Wales par Bretagne et Great Britain par France.
Il prend sa retraite universitaire en 1977 à Gloucester. À la création du Fourth World Educational and Research Association Trust il en est administrateur avec Lord Beaumont (en), Edward Goldsmith, et John Seymour.
En 1983 il est un des premiers lauréats du prix Nobel alternatif « pour son inspiration anticipatrice du mouvement pour une échelle humaine ».
La clé de la province de Salzbourg lui est offerte en 1982. En 1986 l'Autriche fonde l'Académie Leopold Kohr à Neukirchen am Großvenediger pour diffuser ses idées. En 1990 elle lui attribue la Grande Médaille d'Or d'Honneur, pour les services rendus pendant et après la guerre.
En 1993 il décide de retourner à Oberndorf mais la mort l'en empêche. Il y est enterré dans la tombe familiale. Dans sa notice nécrologique plusieurs journaux notent qu'il est maintenant difficile d'imaginer la dérision condescendante qui accueillit les idées de Kohr pendant la plus grande partie de sa longue vie.

## Philosophie
Kohr se décrit lui-même comme un anarchiste philosophique. Fasciné par les tentatives de ses contemporains des « sciences dures » d'élaborer des théories unitaires, il avait pour ambition de montrer que certaines grandeurs physiques sont pertinentes en sciences sociales, et d'y développer une théorie du tout.
Même dans les années 1950, quand tout le monde pensait que la croissance pouvait résoudre tous les problèmes, Kohr était un ferme opposant de cette idée et voulait un monde à la mesure de l'homme. Ses théories anticipent de plusieurs décennies les idées écologistes de décroissance soutenable ou de développement endogène.
Après avoir identifié les misères dont souffre l'humanité (tyrannie, guerre, pauvreté…), Kohr a analysé les explications qui en ont successivement été données de l’Antiquité au XXe siècle. À partir de nombreux cas concrets il a pointé les qualités et les défauts de toutes ces explications. S'appuyant sur cette analyse et cette diversité de cas concrets de tous types il a recherché les causes premières de ces misères :
- Chaque fois qu'un être humain ou un groupe humain a le pouvoir de "se faire plaisir" sans encourir de "punition" il le fait, quelles que soient la moralité de ces actes ou les conséquences pour d'autres êtres humains ou groupes humains,
- Quand un problème se pose séparément à plusieurs groupes humains, tenter de le résoudre par une structure supérieure ne fera que le complexifier. Cette complexification n'est jamais linéaire, mais la plupart du temps exponentielle.

À partir de ces principes généraux Kohr identifie la taille d'une population comme étant l'élément décisif des misères dont elle souffre. La taille intervient pour une société à la manière dont elle intervient pour un gratte-ciel : au fur et à mesure qu'on leur rajoute des étages il faut ajouter des ascenseurs, jusqu'à ce que les étages inférieurs soient entièrement occupés par les cages d'ascenseurs.
La vitesse est le second élément qui module le premier. Plus la vitesse d'une population est élevée plus l'effet de sa taille se fait sentir en raison de l'augmentation des interactions effectives entre individus.
Kohr vérifie ces hypothèses sur de nombreux cas réels, anciens ou très récents, et se risque à des pronostics, susceptibles de réfuter sa théorie, qui le feront entrer dans le cercle très restreint des théoriciens en sciences sociales dont des prévisions à long terme se sont réalisées. Dès 1950, il prévoit l'effondrement inéluctable de l'Union soviétique en raison de sa taille et de sa centralisation excessives. Il prévoit également que la conséquence en sera la transformation des États-Unis en un empire mondial dictant ses exigences à l'ensemble des gouvernements de la planète, quel que soit son niveau de démocratie interne.
« Un monde de petits États résoudrait non seulement les problèmes de la brutalité sociale et de la guerre ; il résoudrait les problèmes de l'oppression et de la tyrannie. Il résoudrait tous les problèmes qui viennent du pouvoir ».
Le style littéraire de Kohr est basé sur de nombreuses anecdotes qui illustrent ses vues ou réfutent les vues de ses prédécesseurs et les lieux communs les plus solidement ancrés. Une de ses anecdotes préférées concernait les avantages, pour un individu, de vivre dans un État de petite taille. Il s'était rendu au Liechtenstein, principauté de 17 000 habitants entre la Suisse et l'Autriche, et souhaitait rencontrer le Premier ministre. Il se rendit au château, sonna à la porte, et l'homme qui ouvrit la porte et le fit entrer, qu'il prit tout d'abord pour un employé, se révéla être le Premier ministre lui-même. Quand, alors qu'ils étaient assis dans son bureau et bavardaient, le téléphone sonna, le ministre décrocha et dit « Gouvernement ». Dans un petit pays comme celui-là, le gouvernement est toujours là, prêt à répondre au téléphone et à s'occuper de vos problèmes.
Le Liechtenstein lui fournit d'autres exemples pour exposer ses idées :
« Le premier ministre lui-même était un instituteur et sa fierté était d'être le fils d'un garçon d'étable. Pourtant sans l'aide de docteurs en droit, en économie, ou en sciences politiques il prépare un budget dont l'excellence est telle que je le trouve plus utile pour mes étudiants que les énormes documents des grandes puissances dont les problèmes diffèrent de ceux du Liechtenstein non par leur nature mais par leur caractère ingérable ».
« Comme le Premier ministre du Liechtenstein me le dit un jour avec la fierté des gens qui font les choses eux-mêmes : « Là où un grand pays en serait à apprendre qu'il y a eu un désastre, nous aurions déjà à moitié réparé les dégâts. » »
Cependant, c'est la Suisse qui est son exemple préféré. Ce petit pays est une des nations les plus riches, les plus démocratiques et les moins violentes du monde, avec le système social le plus décentralisé. La Confédération suisse, fondée en 1291 est probablement un des États-nations les plus durables au monde. Bien qu'elle ait adhéré récemment à l'ONU, elle a toujours évité de participer à l'OTAN ou à l'Union européenne. Si on réalise que la Suisse est en réalité constituée de 26 États souverains, les cantons, qui sont eux-mêmes non pas subdivisés mais des associations de communes, on commence à comprendre comment fonctionne une démocratie.
Grand admirateur du Moyen Âge, Kohr ne perdait pas une occasion de répliquer à ceux qui lui reprochaient de vouloir revenir à cette époque de misère économique et culturelle et de guerres incessantes que le Moyen Âge avait produit un bon nombre des plus beaux monuments et ensembles architecturaux de l'Europe et que les guerres médiévales ne pouvaient être comparées aux deux grandes tueries déclenchées par l'existence même des États-nations :
« Le duc de Tyrol déclara la guerre au Margrave de Bavière pour un cheval volé. La guerre dura deux semaines. Il y eut un mort et six blessés. On s'empara d'un village et on but tout le vin qui était dans la cave de l'auberge. La paix fut faite et 35 $ payés en dédommagements. Ni le Duché contigu du Liechtenstein ni l'Archevêché de Salzbourg ne furent au courant qu'il y ait eu quelque guerre que ce soit. Il y avait la guerre à un coin de l'Europe ou un autre presque chaque jour, mais c'étaient des guerres avec des conséquences minimes. Aujourd'hui nous avons relativement peu de guerres et elles ne sont pas pour de meilleures raisons qu'un cheval volé. Mais les conséquences sont considérables ».
Kohr fut également le promoteur de la notion de développement endogène. Pour lui, les pays sous-développés ne peuvent que s'enfoncer dans la misère et les écarts croissants de niveau de vie par leur intégration trop importante dans le commerce mondial. Ce n'est qu'une fois bien engagés sur le chemin du développement qu'ils sont assez solides pour s'ouvrir. Il réfute les vertus du libre-échangisme par le fait que l'humanité dans son ensemble est une communauté autarcique, et il croit que si le libre-échangisme permet à certains de s'élever au-dessus de la moyenne imposée par l'isolement de la terre dans l'univers, ce ne peut être qu'au prix de la misère des autres.
Dans Le Duc de Bon-Conseil, il élabore le scénario d'un roman de politique fiction où ce bidonville de Porto Rico devient une cité-État prospère en appliquant ses préceptes. L'article se termine par une pirouette où Kohr avoue que le scénario est en réalité celui des débuts de Venise, et qu'il est très semblable à l'histoire de bien d'autres micro-États de l'Antiquité et du Moyen Âge.
Sa philosophie se rapproche du principe de subsidiarité mais se distancie du principe de suppléance.

## Citations marquantes
Il est à l'origine du slogan qui deviendra en 1973 le titre d'un livre célèbre de son disciple et ami E. F. Schumacher : Small is beautiful.
Il est plus connu pour le provocant « Chaque fois que quelque chose va mal, quelque chose est trop gros » qui résume la plus grande partie de son œuvre.
Il a aussi écrit [réf. nécessaire]:
« Il apparaît que le maximum absolu jusqu'auquel une société peut grandir sans dégrader le respect de ses fonctions est d'environ 12 à 15 millions de personnes »
« La distance originelle, la mesure de toute distance, est pour moi l'unité de 22 km qui sépare Oberndorf de Salzbourg »
« Oberndorf a été d'une importance particulière pour le développement de mes dernières thèses sur la 'dimension humaine' et la 'taille intelligible' »
«il n’y a pas de détresse sur terre qui puisse être soulagée sauf à petite échelle. Dans l’immense, tout s’effondre, même le bien»

## Œuvres
- Small is Beautiful: Selected Writings from the complete works. Posthumous collection, Vienne, 1995.
- The Academic Inn, Y Lolfa, 1993.
- Disunion Now: A Plea for a Society Based upon Small Autonomous Units, New York, Telos Press, 1941.
- The Inner City: From Mud To Marble, Y Lolfa, 1989.
- Development Without Aid: The Translucent Society, Schocken Books, 1979.
- The Overdeveloped Nations: The Diseconomies Of Scale, Schocken, 1978.
- The City Of Man: The Duke Of Buen Consejo, Univ Puerto Rico, 1976.
- Is Wales Viable?, C. Davies, 1971.
- The Breakdown of Nations, Routledge & K. Paul, 1957 (1986 Routledge version at books.google.com); Chelsea Green Publishing Company edition, 2001.
- "Disunion Now: A Plea for a Society based upon Small Autonomous Units", publié originellement dans The Commonweal (26 septembre 1941) sous le pseudonyme de Hans Kohr.

### Traductions en français
- Une Bretagne libre est-elle viable ?, Nature et Bretagne, 1975 ; traduction de Is Wales Viable?, C. Davies, 1971[3].
- L'Effondrement des Puissances, préface d'Olivier Rey, présentation d'Ivan Illich, Éditions R&N, 2018 ; traduction de The Breakdown of Nations, Routledge & K. Paul, 1957